# Michael H. Jameson
Michael Hamilton Jameson (* 15. Oktober 1924 in London; † 18. August 2004) war ein US-amerikanischer Altphilologe, Epigraphiker und Archäologe. Seine wichtigsten Beiträge zur griechischen Religion lagen im Bereich des griechischen Opfers und des Wesens der griechischen Religion. Mehrere seiner Artikel waren bahnbrechend. Bekannt wurde er auch durch seine Entdeckung des Dekrets des Themistokles.

## Leben
Michael H. Jameson verbrachte seine Kindheit in Peking, wo sein Vater, Raymond D. Jameson, eine Professur für Westliche Literatur an der Universität Peking innehatte. 1942 machte er seinen Bachelor in Griechisch an der University of Chicago im Alter von 17 Jahren. 1943 bis 1946 war er als japanischer Übersetzer für die United States Navy tätig. 1949 erhielt er den Ph.D. für seine Arbeit „The Offering at Meals: Its Place in Greek Sacrifice“.
Seine epigraphischen Kenntnisse erwarb er 1949 während eines Aufenthalts an der American School of Classical Studies in Athen. Der Aufenthalt wurde ihm durch ein Stipendium des Fulbright-Programms ermöglicht. Nach einem kurzen Aufenthalt an der University of Minnesota erhielt er 1953–1954 ein Stipendium der Ford Foundation am Institut für Sozialanthropologie der Oxford University. Von 1954 bis 1976 war er an der University of Pennsylvania als Professor tätig. 1976 wechselte er an die Stanford University, wo er bis zu seiner Pensionierung 1990 tätig war.
Seine große Entdeckung war das Dekret des Themistokles, das er in einem griechischen Café 1960 entdeckte. Das Dekret beschreibt die Vorbereitungen für die Schlacht von Salamis 470 v. Chr. Die Entdeckung veränderte den Blick der Wissenschaft auf Thukydides und löste in der Folge eine Reihe von wissenschaftlichen Beiträgen aus.
Das Spezialgebiet von Michael H. Jameson war die griechische Religion. Im Besonderen widmete er sich dem Kult und dem griechischen Opfer. Er veröffentlichte neue Inschriften aus Halieis, Mases, Zarax, Epidauros, Epidauros Limera, Karpathos, Hydra, Kasos, Anthedon und Tiryns und schrieb Beiträge in Inscriptiones Atticae Euclidis Anno Anteriores. 1962 betätigte er sich als Archäologe in der versunkenen Stadt Halieis. In der Argolis veranlasste er zwischen 1979 und 1983 ökologische Studien, die die ersten im Bereich der Paläoökologie im alten Griechenland waren. Diese Tätigkeit führte zur Veröffentlichung von A Greek Countryside: The Southern Argolid from Prehistory to the Present Day, das er 1994 zusammen mit Tjeerd Van Andel and C. N. Runnels im Verlag Stanford University Press veröffentlichte.
Michael H. Jameson konnte mehrere Preise entgegennehmen und erhielt Forschungsstipendien wie zum Beispiel das Guggenheim-Stipendium 1966/67. 1968 wurde er in die American Academy of Arts and Sciences gewählt. Am Ende seines Lebens war er Crossett Professor Emeritus für Humanities an der Stanford University. Er starb 2004 an einer Krankheit.
Walter Burkert hat über ihn gesagt: „His essays remain models – for epigraphers in how to think about Greek religion, and for historians of Greek religion in how to use the documents of epigraphy.“

## Publikationen (Auswahl)
- The Hero Echetlaeus. In: Transactions of the American Philological Association, Band 82, 1951, S. 49–61.
- The Women of Trachis. Übersetzung. In: Sophocles II, Chicago 1957.
- Mycenaean religion. In: Archaeology, Band 13, 1960.
- A Decree of Themistokles from Troizen. Hesperia, Band 29, 1960, S. 198–223.
- Waiting for the Barbarian: New Light on the Persian Wars. In: Greece & Rome, Band 8 (1), Cambridge 1961, S. 5–18.
- Mythology of Ancient Greece. In: Samuel Noah Kramer: Mythologies of the Ancient World. New York 1961.
- Notes on the sacrificial calendar from Erchia. Bulletin de correspondance hellénique, Band 89, 1965, S. 154–172.
- The mysteries of Eleusis. Bulletin of the Philadelphia Association for Psychoanalysis, Band 19, September 1969.
- The Excavation of a Drowned Greek Temple. Scientific American, Oktober 1972, S. 74–91.
- Sacrifice and animal husbandry in Classical Greece. In: C.R. Whittaker (Hrsg.): Pastoral Economies in Classical Antiquity. Cambridge Philological Society, Supplement 14, 1988, S. 87–119.
- Perseus, the Hero of Mykenai. In: R. Hägg and G.C. Nordquist (Hrsg.): Celebrations of Death and Divinity in the Bronze Age Argolid. 1990.
- Sacrifice before Battle. In: V.D. Hanson (Hrsg.): Hoplites: The Classical Greek Battle Experience. 1991, S. 197–227.
- The asexuality of Dionysus. In: Thomas H. Carpenter and Christopher A. Faraone (Hrsg.): Masks of Dionysus. Cornell University Press 1993.
- The Ritual of the Athena Nike Parapet. In: Robin Osborne and Simon Hornblower (Hrsg.): Ritual, Finance, Politics. Athenian Democratic Accounts Presented to David Lewis. Oxford 1994, S. 307–324.
- Cults and Rites in Ancient Greece: Essays on Religion and Society. Cambridge 2014. ISBN 978-0-521-66129-4. (Aufsatzsammlung mit Einleitungen von Paul Cartledge, Irene Polinskaya und Allaire B. Stallsmith (Preface); Paul Cartledge (General Introduction); Fritz Graf (Gods and Heroes); Christopher A. Faraone (Rites); Robert Parker (Religion and Society) und Jan N. Bremmer (Michael Jameson and the Study of Greek Religion)).